# 患者状態適応型パスシステム
患者状態適応型パスシステム（かんじゃじょうたいてきおうがたパスシステム、Patient Condition Adaptive Path System:PCAPS）は、患者状態適応型パスからなるシステムのこと。
患者状態適応型パスは、医療の現場の知識構造をまとめた臨床プロセスチャートと、「医療業務」、「患者状態」、「目標状態」、「条件付指示」から構成されるユニットシートからなる。